# Kłopot (województwo kujawsko-pomorskie)
Kłopot – wieś w Polsce, położona w województwie kujawsko-pomorskim, w powiecie inowrocławskim, w gminie Inowrocław.

## Podział administracyjny
W latach 1975–1998 miejscowość administracyjnie należała do województwa bydgoskiego.

## Demografia
Według Narodowego Spisu Powszechnego (III 2011 r.) wieś liczyła 422 mieszkańców. Jest ósmą co do wielkości miejscowością gminy Inowrocław.

## Zabytki
Według rejestru zabytków NID na listę zabytków wpisany jest zespół pałacowy z poł. XIX w., nr rej.: 112/A z 26.04.1984:
- pałac, k. XIX w.
- park
- budynki gospodarcze, 2 poł. XIX w.